# Необичана (пиеса)
Необичана (на испански: La malquerida) е пиеса, написана от испанския драматург Хасинто Бенавенте, чиято премиера е на 12 декември 1913 г. в Театъра на принцесата в Мадрид.

## Сюжет
Доня Раймунда, която е вдовица, и нейната дъщеря, Акасия, живеят в семейната хасиенда. Раймунда се омъжва за Естебан, който е публично отхвърлен от Акасия. Раймунда живее, без да знае, че между Акасия и Естебан се е зародила много дълбока любов, която и двамата крият зад маската на враждебността. Най-лошото идва, когато Естебан започва да се отървава от всички мъже, навъртащи се около Акасия, която започва да се нарича необичана.

## Представления и адаптации

### Театър
- 1913 (Премиера). В ролите: Мария Гереро, Фернандо Диас де Мендоса, Ернесто Вилхес, Мария Фернанда Ладрон де Гевара, Ирене Лопес Ередия, Кармен Руис Морагас, Рикардо Хусте.
- 1930. В ролята: Мария Тереса Монтоя.
- 1933. В ролята: Ана Адамус.
- 1935. В ролята: Лола Мембривес.
- 1957. Режисура: Клаудио де ла Торе. В ролите: Мария Исабел Паярес, Мария Рус, Пепита К. Веласкес, Ана Адамус, Виктория Родригес, Мария дел Кармен Диас де Мендоса, Анхел Пикасо, Луиса Сала, Рафаел Алонсо, Емилио Менендес, Рамон Корото.
- 1974: Режисура: Хуан Гереро Самора. В ролите: Кармен Бернардос, Хуан Луис Галиардо, Елиса Рамирес, Ана дел Арко, Франсиско Марсо, Алберто Бобе, Мигел Анхел.
- 1977: Режисура: Енрике Алварес Диосдадо. В ролите: Амелия де ла Торе, Енрике Диосдадо, Анхел Кесада, Роса Фонтана, Ана Мария Мендес, Майте Тохар, Рикардо Алпуенте.
- 1988. Режисура: Мигел Нарос. В ролите: Ана Марсоа, Хосе Падро Карион, Елио Педрегал, Аитана Санчес-Хихон, Кармело Гомес, Маргарита Калаора, Анхел де Андрес.
- 1996. (Музикална адаптация). Режисура: Алфредо Маняс. В ролите: Есперанса Рой, Даниел Фернандес, Есперанса Лара.
- 2000. Режисура: Хоакин Вида. В ролите: Нати Мистрал, Карлос Байестерос, Мар Бордайо, Кармен Серано.

### Кино
- 1914. Режисура: Рикардо де Боланьос. В ролите: Антония Аревало, Франсиско Фуентес, Кармен Муньос Гар.
- 1939. Режисура: Хосе Лопес Рубио. В ролите: Тарсила Криадо, Хулио Пеня, Лучи Сото, Хесус Тордесияс.
- 1949. Адаптация: Емилио Фернандес и Маурисио Магдалено. Режисура: Емилио Фернандес. В ролите: Долорес дел Рио, Педро Армендарис и Колумба Домингес.

### Телевизия
- 1968. В ефира на TVE. В ролите: Мари Карийо, Нурия Торай, Антонио Касас, Хосе Мария Прада.
- 1977. В ефира на TVE. В ролите: Амелия де ла Торе, Енрике Диосдадо, Роса Фонтана, Анхел Кесада.
- 2006. В ефира на TVE. В ролите: Мерседес Сампиетро, Хосе Коронадо, Алба Алонсо, Ева Леон Конде, Хулия Трухийо, Мария Елена Флорес.
- 2014. В ефира на Телевиса. Версия и либрето: Химена Суарес. В ролите: Виктория Руфо, Кристиан Майер, Ариадне Диас, Мане де ла Пара.